# 伊薩卡37泵動式霰彈槍
伊薩卡37（英語：Ithaca 37）是一款由位於美国纽约州伊薩卡市的伊薩卡槍械公司大量向軍警及民用市場生產的泵动式霰彈槍。該槍採用了底部一體化裝填／拋殼口，這讓機匣兩側都得以密封，並使得該槍的輪廓顯得潔淨。此外，由於霰彈彈殼從底部裝填和排出，這使得該槍方便了右利手與左利手兩類型的射手操作，故廣受左撇子射手所歡迎。伊薩卡37能夠發射10、12、16、20或28鉛徑霰彈。

## 歷史
伊薩卡37是以著名槍械設計師約翰·勃朗寧和查爾斯·約翰·佩德森於1915年一同設計，最初以雷明登17為名銷售的霰彈槍為藍本。雷明登17為按照20鉛徑霰彈的比例縮小的型號；雷明登後來重新設計，並細化成為更受歡迎的右側拋殼式雷明登31。後者其後逐漸被較為便宜、目前仍然在大量生產的雷明登870所取代。
一戰結束後，伊薩卡槍械公司開始了其生產泵动式霰彈槍的業務，它主要的競爭對手是在當時廣受歡迎的溫徹斯特M1912泵動式霰彈槍。他們決定等待至雷明登17的专利到期。但在伊薩卡33型已完成生產準備時，他們發現了佩德森的專利直到1937年才到期；隨著推出當天，他們將型號名稱從33改為37。
受到蕭條的拖累和戰爭的隱患逐漸開始浮現，伊薩卡在推出該款運動型武器的時代可說是最不適合的時機。許多運動型武器都於同一時期完全停止生產，伊薩卡37也不例外。在二戰期間，伊薩卡除了向軍隊生產了一些霰彈槍以外，他們還生產了M1911手槍和M3黃油槍。
二戰結束後，伊薩卡恢復了對伊薩卡37的生產。在許多不同的泵動式霰彈槍型號之中，伊薩卡37的生產時間最長，超越其靈感對象溫徹斯特M12。伊薩卡在其歷史上遭受過許多挫折，亦經歷過無數次的轉手。在同一時間，伊薩卡37曾一度更名為伊薩卡87，雖然很快就因多次所有權的改變而又被改回。在2005年，伊薩卡37在公司再度轉手期間暫停生產，而目前則已在俄亥俄州上桑德斯基市恢復生產。

## 用戶
伊薩卡37被美军用於第二次世界大戰、朝鮮戰爭，特別是越南戰爭，在越南的叢林中獲得了可靠的聲譽。在美國軍隊以外，伊薩卡37最大用戶就是纽约市警察局，他倆採用了兩種衍生型：緊急勤務隊的13英寸槍管加上前護木預裝手帶，以及高速公路巡警與1970年代後期至80年代初期由指定的低犯罪地區獨立巡邏人員所組成的短期計劃所裝備的18英寸槍管型；除此之外的就是洛杉矶警察局。除了洛杉磯警察局以外，許多其他機構或組織，包括軍隊、警隊、保安機構和監獄都有採用。伊薩卡37亦是民間運動和個人保護武器的熱門選擇。伊薩卡37羽毛級輕便型常見於美國中西部農民和獵人手中使用。
可惜，由於新型伊薩卡的價格越來越高和可用性比莫斯伯格500和雷明登870越來越低，伊薩卡37的採用量持續下降。有趣的是，伊薩卡的市場份額受到仿製的霰彈槍的競爭影響而導致流失加快。最近，中國已在出口伊薩卡37的仿製型。此外，供應的民用和部門霰彈槍一直在穩步競爭對手。此外，民間和各部門的霰彈槍供應一直是穩定競爭對手的目標。

## 操作
伊薩卡37具有底部的一體化裝填／拋殼口，射手需將每發適當口徑的霰彈藥筒裝填及向前推進管式彈倉內，直到彈倉已經裝滿霰彈藥筒。然後將可前後滑動的前護木向後拉動，並使與前護木聯動的槍栓完全退後，再向前推動前護木即可完成上膛。扣動扳機即可使該槍射擊，然後向後滑動其前護木（與槍栓）以重新上膛。直到1975年前的大多數衍生型號都安裝了第二阻鐵，故射手只要扣著扳機不放並且向後拉動及推動其前護木，就會使下一發霰彈藥筒在射擊週期的上膛的瞬間因擊錘的釋放而擊發；只要扣壓著扳機並且持續前後滑動護木，就可以不斷地發射霰彈藥筒，可在短時間內對敵方形成壓制作用。這功能又被稱為「撞火」（Slamfire）。除此之外，伊薩卡37的操作方式與其他的泵动式霰彈槍大致相似。

## 衍生型
伊薩卡37有著眾多的衍生版本。下面是一些熱門型號：
- S-前綴型（S-prefix）：於1962年根據美國軍事合約製造。S-前綴的序列號由大約1,000—23,000，並且在機匣上刻有“U.S.”的字樣和在槍管和機匣上刻有“P”的標記。該槍具有磷化表面處理、20英吋（508毫米）槍管和平滑型槍托連塑料槍托底板及無槍背帶（英语：Sling (firearms)）環。後來生產數量更少的版本具有槍背帶環和編號達900,000的序列號。一些具有“鴨嘴型撒佈器”霰彈喉缩的版本曾被美國海豹突擊隊所使用。其他版本都裝上了通風護木和刺刀座。其新型刺刀由通用刀具公司和加拿大阿森納有限公司所生產。[1]
- 超合金型（Ultralite）：採用更輕便的铝製機匣的衍生型。
- 獵鹿者型（Deerslayer）：常常被簡稱為DS型。在1959年推出，使用20英寸精密槍管，能發射附膛線重彈頭（又稱：獨頭彈），並且安裝照門可調節的步槍式瞄準系統，能向遠距離目標準確地發射附膛線重彈頭。
- DSPS：為逐鹿者型的警用衍生型（DSPS＝Deerslayer Police Special）。
- 監視型（Stakeout）：配備13英寸（330.2毫米）槍管和手槍握把式槍托的縮短版本，它是美國犯罪動作电视剧《神探勇闖罪惡城》之中由菲利普·迈克尔·托马斯飾演的角色里卡多·塔布斯（英語：Ricardo Tubbs）的著名招牌武器，後來在第一人称射击游戏和之中都是玩家可用的其中一款霰彈槍。
- 28號型：由傳統尺寸28鉛徑機匣製作的28鉛徑型。
- 防衞型：一款價格實惠的居家防衛用途12鉛徑衍生型。18.5英吋（469.9毫米）槍管型的容量為8發，而20英吋（508毫米）槍管型則為5發。

## 阿根廷衍生型
阿根廷公司馬爾卡蒂工業（英語：Industrias Marcati）獲得了伊薩卡37的特許生產權，並且命名為巴丹莫德洛71（英語：Bataan Modelo 71）。

## 白朗寧版本
白朗寧武器公司於1977年也開始生產自己的版本，並且命名為白朗寧泵动式霰彈槍（英語：Browning Pump Shotgun，簡稱：BPS）。一開始，白朗寧泵动式霰彈槍只能發射12鉛徑霰彈，但現在的該槍更推出了10、16、20、28鉛徑霰彈和.410 bore版本。

## 使用國
- 阿根廷
- 玻利维亚
- 巴西
- 美国
  - 美國武裝部隊
  - 多個地方警察局
- 南越
  - 越南共和國軍

## 流行文化

### 電影
- 1979年—《現代啟示錄》：型號為伊薩卡37戰壕槍型，裝有刺刀座和槍管隔熱罩，由科爾比上尉（斯科特·格倫飾演）所使用。
- 1983年—《撥雲見日》：由賊人和警察所使用。
- 1984年—：型號為伊薩卡37延長彈倉型及伊薩卡37鎮暴槍型。
  - 伊薩卡37延長彈倉型由凱爾·里斯（邁克爾·比恩飾演）從警車內偷取並自行削短槍托，以便藏在大衣內隱蔽攜帶（英语：Concealed carry）。
  - 伊薩卡37鎮暴槍型由終結者T-800（阿諾德·施瓦辛格飾演）和警察官所使用。
- 1987年—
- 1991年—：由警察官所使用。
- 1995年—
- 2004年—：由大衛·泰普警探（丹尼·葛洛佛飾演）和史蒂芬·辛警探（梁肯恩飾演）所使用。
- 2007年—：由李奇·羅勃茲（羅素·克洛飾演）及其屬下的便衣警察所使用。
- 2008年—：為削短槍托型，由柯克·拉扎勒斯（小羅伯特·唐尼飾演）所持有，作為拍攝電影用的道具。

### 電視劇
- 《生死狙擊》

### 電子遊戲
- 2004年—：為削短槍托短槍管型 ，命名為“M37”。
- 2007年—《2》
- 2008年—《2》：命名為“Homeland 37”，奇怪的具備莫斯伯格500泵動式霰彈槍的特徵，並在機匣左邊拋殼。
- 2009年—《生化危機5》：為削短槍托短槍管型，命名為「Ithaca M37」。戰役模式可於第一章取得。
- 2010年—：為削短槍托短槍管型，命名為“M37”。
- 2010年—：型號為伊薩卡37監視型，命名為“監視型”。以4發彈倉（殭屍模式為6發）供彈，最高攜彈量為60發（戰役模式）、32發（聯機模式）和54發（殭屍模式）。戰役模式之中由美國海軍陸戰隊和美国军事援助越南司令部-研究观察团所使用；聯機模式時於等級8解鎖，並可以使用前握把 ；殭屍模式時有一款衍生型稱作「突擊型」（Raid）。
- 2013年—《2》
- 2015年—：型號為伊薩卡37監視型，命名為“37監視型”，裝有前握把。載彈量6+1發，能夠由執法機關執行者（Enforcer）所使用（罪犯解鎖條件為：以任何陣營進行遊戲使用該槍擊殺1,250名敵人後購買武器執照），價格為$6,000。可加裝各種瞄準鏡（反射、眼鏡蛇、全息瞄準鏡（放大1倍）、PKA-S（放大1倍）、Micro T1、SRS 02、Comp M4S、M145（放大3.4倍）、PO（放大3.5倍）、ACOG（放大4倍）、PSO-1（放大4倍）、IRNV（放大1倍）、FLIR（放大2倍）、附加配件（戰術燈、電筒、激光瞄準器、12鉛徑金屬彈頭、破門彈）及槍口零件（全收束器、改良型收束器）。單人模式當中則能夠由主角尼古拉斯·門多薩所使用。
- 2017年—《惡靈古堡7》：命名為「M37 Shotgun」，木製槍托和護木。
- 2017年—《風起雲湧2：越南（英语：Rising Storm 2: Vietnam）》：由南越軍陣營所使用。
- 2017年—《恥辱之日》：為英軍通訊兵和突擊兵使用，八發彈倉，命名為“伊薩卡”，可被任何非該兩種職業的玩家拾取使用。
- 2019年—《5》：為第六章節新增武器，命名為“Model 37”，能夠透過撞火進行速射，可由支援兵使用。
- 2020年—《決勝時刻：黑色行動冷戰》：命名為“Hauer 77”，載彈量5發。戰役模式中由中央情報局特別活動部和蘇聯軍隊所使用。
- 2021年—《蔚藍檔案》：河和靜子的固有武器「櫻花蹦蹦」原型。
- 2021年—《應徵入伍》：盟軍科技樹上武器。

### 動畫
- 2006年—《暮蟬悲鳴時》：為削短槍托短槍管型，由葛西辰由所使用。
- 2010年—《學園默示錄》：裝有Aimpoint Comp M2紅點鏡，由小室孝和高城沙耶所使用。

## 外部連結
- （英文）—Modern Firearms－Ithaca model 37 （页面存档备份，存于）
- （英文）—Military, Security and Civilian Guns and Equipment—
  - Ithaca Model 37 Featherlight （页面存档备份，存于）
  - Ithaca Model 37 Stakeout （页面存档备份，存于）
- （英文）—The Firearm Blog.com—
  - Trench Guns: Ithaca Model 37 Back in Production （页面存档备份，存于）
  - Vintage LAPD Ithaca M37 Shotgun Lottery （页面存档备份，存于）
- （英文）—The Truth About Guns.com—Gun Review: Ithaca M37 Trench Shotgun （页面存档备份，存于）
- （英文）—Shooting Times.com—Review: Ithaca Model 37 Shotgun （页面存档备份，存于）
- （英文）—Tactical-Life.com—
  - ITHACA MODEL 37 DEFENSE 12 GA （页面存档备份，存于）
  - Classic Blaster: The Ithaca Model 37 Shotgun （页面存档备份，存于）
- （英文）—Official Model 37 Featherlight and Ultralight page
- （英文）—Official Flyer for Special Order 28 Gauge as of Feb 2009[永久]
- （英文）—American Rifleman Exploded-View Diagram for the Ithaca Model 37 Featherlight
- （简体中文）—槍炮世界—伊萨卡37泵动霰弹枪 （页面存档备份，存于）

Template:約翰·白朗寧
Template:WWIIUSInfWeapons